# 細谷勝彦
細谷 勝彦（ほそたに かつひこ、本名: 細谷 國彦（ほそたに くにひこ）、1931年 -2011年 ）は、ヤクザ。指定暴力団・二代目親和会総裁。

## 細谷勝彦関連の映画・オリジナルビデオ
- 田代まさし監督『実録 義戦～高松ヤクザ戦争～前編』（2009年、GPミュージアムソフト）
- 森山政監督『実録 義戦～高松ヤクザ戦争～後編』（2009年、GPミュージアムソフト）
- 『実録・ドキュメント893　伝説の親分　細谷勝彦　初代高松親和会会長』（2010年、GPミュージアムソフト）

| スタブアイコン | サブスタブ | この項目は、まだ閲覧者の調べものの参照としては役立たない、人物に関連した書きかけの項目です。この項目を加筆・訂正などしてくださる協力者を求めています（P:人物伝/PJ:人物伝）。 |